# Puri Matahari Apartment Tower 1
La Puri Matahari Apartment Tower 1 est un gratte-ciel de 107 mètres de hauteur construit en 2008 à Surabaya en Indonésie. 
Il abrite des logements sur 30 étages
Il devait être accompagnée d'un ensemble de 3 autres gratte-ciel qui n'ont pas été construits
Les architectes sont l'agence américaine BBGM et l'agence Sarwagata Architect .